# Сыроежка цельная
Сырое́жка це́льная, или замеча́тельная (лат. Rússula íntegra) — вид грибов рода Сыроежка.

## Описание
Шляпка довольно плотная и мясистая, полушаровидная, потом распростёртой, в центре вдавленной диаметром 4—12 см, кровяно-красной, в середине оливково-жёлтой или буроватой. Поверхность её немного волнистая, а со временем края покрываются заметными бороздками и загибаются к верху. Кожица легко сдирающаяся, свежая — немного клейкая и очень блестящая. Край волнистый, растрескивающийся, гладкий или слабосетчато-полосатый.
Ножка цилиндрическая, толстая, очень крепкая. Поверхность её часто бывает морщинистой. На цвет белая или со светло-розоватым налетом, у основания с желтыми пятнами.
Пластинки не очень частые, широкие, мясистые, раздвоенные и не приросшие к ножке. Цвет пластинок позже желтые, светло-серые, вильчато-разветвленные.
Мякоть белая, плотная, ломкая, нежная, с едва уловимым запахом со сладковатым, потом острым вкусом.

## Изменчивость
Цвет шляпки варьирует от темно-коричневого до желтовато коричневого, буро-фиолетового и оливкового. Ножка сначала сплошная, позже её мякоть становится губчатой, а затем плотной. У молодого гриба она белая, у зрелого — часто приобретает желтовато-бурый цвет. Пластинки, поначалу белые, потом желтеют. Со временем желтеет и мякоть.

## Местообитание
Гриб растет группами в хвойных лесах, любит известковые почвы.
Сезон: лето — ранняя осень

## Сходные виды
Этот гриб легко спутать с другими сыроежками, обладающими, однако, острым или перечным вкусом. Он очень похож также и на хороший съедобный гриб Russula alutacea.

## Пищевые качества
Хороший съедобный гриб. Едят его свежим и соленым.